# Leucania pulchra
Leucania pulchra är en fjärilsart som beskrevs av Pieter Cornelius Tobias Snellen 1880. Leucania pulchra ingår i släktet Leucania och familjen nattflyn. Inga underarter finns listade i Catalogue of Life.